# Солнце, сено, эротика
«Солнце, сено, эротика» (чешск.: Slunce, seno, erotika) — чехословацкая комедия 1991 года режиссёра Зденека Трошки.
Третий фильм трилогии режиссёра «Солнце, сено…»: «Солнце, сено, ягоды» (1983) и «Солнце, сено и пара оплеух» (1989).

## Сюжет
Жители деревушки Хоштице из сельскохозяйственного кооператива едут по путёвке в совместный отпуск в Италию. Здесь девушки Эвик и Милуна сразу же влюбляются в красивых итальянцев Винченцо и Бернардо. У девушек складывается впечатление, что уверенные в себе итальянцы имеют какое-то отношение к мафии. Каково же их удивление, когда «мафиози» оказываются фермерами, и приглашают своих чехословацких коллег на итальянскую ферму, сияющую чистотой и идеально технически оснащенную. И итальянцев приходится встречно пригласить посетить чехословацкую ферму…
Сразу после возвращения в родную Хоштице жители думают, как скрыть недостатки фермы и показать деревню так, чтобы удивить итальянцев. Их намерения не совсем бескорыстны, они надеются, что итальянцы подпишут с ними эксклюзивное соглашение о сотрудничестве. Однако деревня, заброшенная в течение многих лет, предлагает не так уж много вариантов, и поэтому предлагается проверенный метод — алкоголь и эротика. В конце-то концов путь в Европу прост, и Габина, жена животновода Беди, предлагает создать нудистский пляж. Всем нравится эта идея, кроме пастора, но кто его слушает? На благоустройство фермы и деревни же тратится куда меньше энергии.
Но события принимают неожиданный оборот, когда итальянская делегация прибывает раньше, чем планировалось. Итальянцы, как ни странно, не обращают внимание на полный бардак на ферме. Итальянцы, оказывается, тоже небескорыстны, и неспроста напросились на ферму. Глава итальянской делегации предлагают создать в Хоштице музей под открытым небом, посвященный известному методу музыкальной стимуляции дойных коров (внедрение которого на ферме было сюжетообразующим в первом фильме трилогии).
В итоге стороны приходят к взаимовыгодному сотрудничеству. Для Хоштице наступают радостные перспективы. Милуна и Эвик с нетерпением ждут свадьбы со своими женихами-итальянцами. А Скопкова, стоя посреди грязного двора, представляет будущий земной рай в дружной семье Европы, куда спешат Хоштице и чешский народ.

## В ролях
- Ярослава Кречмерова — бухгалтер Ева «Эвик» Пилатова
- Петра Пышова — официантка Милуна
- Олдржих Кайсер — Винченсо
- Мартин Дейдар — Барнардо
- Гелена Ружичкова — Мария Скопкова
- Станислав Тршиска — Владимир Скопек, её муж
- Вероника Канска — Блажена Конопникова, дочь Скопков
- Бронек Черны — сантехник Венка Конопник, Блаженин муж
- Иржи Лабус — животновод Беды
- Катерина Лойдова — инженер Габина, жена Беды
- Валери Капланова — бабушка Скопек
- Мария Пилатова — Власта Конопникова
- Вацлав Троска — Конопник, её муж
- Людек Коприва — пастор Отик
- Властимила Влкова — экономка пастора Сесилка
- Павел Вондрушка — секретарь Мосна
- Йиржина Йираскова — директор школы Вацлаввка Губицкова
- и другие

## Фестивали и награды
- Фестиваль чешских фильмов в Пльзене (1991) — Самый успешный фильм на основе опроса, проведенного газетой «Новая правда».
- 13-й фестиваль чешского и словацкого веселья в Новом месте (1991) — Приз зрительских симпатий как самый смешной фильм.
- По проведённому в 2000 году опросу чешского тележурнала «TV Plus» в категории — герой фильма «Улыбка тысячелетия» (самый популярный комедийный персонаж чешского фильма) персонаж из трилогии «Солнце, сено…» Мария Скопкова в исполнении актрисы Елены Ружичковой занял пятое место.